# ماريان سكينر
ماريان سكينر (بالإنجليزية: Marian Skinner)‏ هي ممثلة أمريكية، ولدت في 8 يناير 1880 في نيويورك في الولايات المتحدة، وتوفيت في 7 يونيو 1963 في سان فرانسيسكو في الولايات المتحدة.

## وصلات خارجية
- ماريان سكينر على موقع IMDb (الإنجليزية)